# Tempio dell'Umanità

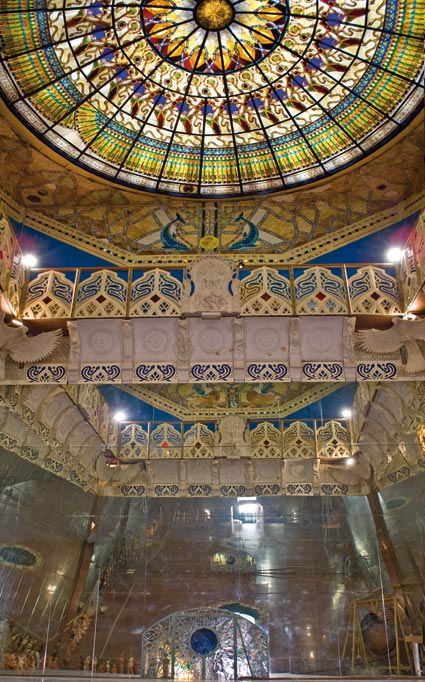
Tempio dell'umanità. Sala degli specchi

Il Tempio dell'Umanità è una grande costruzione ipogea scavata a mano nella roccia dai membri delle comunità della Federazione di Damanhur, dedicata al Divino contenuto nell'uomo. Il tempio si trova a Vidracco, nella Valchiusella, in Piemonte, circa 50 km a nord di Torino, ai piedi delle Alpi.

## Storia
I lavori di costruzione sono iniziati nel 1978. Il tempio non è ancora completo ed esiste un progetto di ampliamento futuro. L'esistenza del tempio, originariamente realizzato abusivamente, è venuta alla ribalta nel 1992 per l'ordine di demolizione dovuto alla mancanza delle prescritte autorizzazioni urbanistiche. Successivamente la Federazione di Damanhur è riuscita a risolvere i problemi legali regolarizzando la propria posizione e la costruzione è ripresa.
La costruzione è articolata in sette sale principali. Esse rappresentano simbolicamente le stanze interiori di ogni essere umano; così come camminare attraverso le sale e i corridoi che lo compongono corrisponde metaforicamente, negli intenti dei costruttori, a un profondo viaggio all'interno di sé. A ogni particolare è stato attribuito dai costruttori un significato: i colori, le misure, ogni dettaglio, seguono un preciso codice di forme e proporzioni; ogni sala ha la sua specifica risonanza e un proprio suono.
- La Sala dell'Acqua. Dedicata al principio femminile, ha la forma di un calice e invita alla ricettività.
- Il Tempio Azzurro. Per la meditazione sulle questioni sociali, ed è usato come luogo d'ispirazione e di riflessione.
- La Sala della Terra. Dedicata al principio maschile, alla terra come elemento e pianeta, e alle reincarnazioni passate e future. Vengono rappresentate la vita e la natura divina dell'uomo.
- La Sala dei Metalli. Rappresenta le diverse età e i diversi stadi di sviluppo dell'umanità, e gli elementi in ombra della psiche umana.
- Il Labirinto. Mostra l'adorazione interconfessionale attraverso i secoli, che unisce diversi popoli e culture. È una sorta di galleria dove sono riunite tutte le divinità, da Allah a Manitù.
- La Sala delle Sfere. Posizionata dove si fondono tre linee sincroniche, invita ai contatti planetari e alla trasmissione di messaggi, idee e segni per creare armonia tra le nazioni.
- La Sala degli Specchi. Dedicata al cielo, all'aria e alla luce, all'energia solare, alla forza e alla vita. Ha quattro altari dedicati a fuoco, acqua, aria e terra.

Il volume complessivo del tempio è di oltre 8 500 metri cubi su cinque livelli sotterranei, che scendono per un dislivello di 72 metri, l'altezza di un palazzo di oltre venti piani. Le pareti del tempio sono affrescate, i pavimenti decorati a mosaici e i soffitti sono a vetrate.
Nel 2001 il tempio conquista il Guinness dei primati per il tempio sotterraneo più grande del mondo.
Oggi il tempio è stato riconosciuto opera d'arte dalla Soprintendenza.